# News Corp.
News Corp. ist einer der weltweit größten Verlage mit Sitz in New York City.

## Geschichte
Die News Corp. wurde am 11. Dezember 2012 als New Newscorp LLC in das Handelsregister von Delaware eingetragen. Am 28. Juni 2013 stieß der Medienkonzern News Corporation das Verlagsgeschäft in diese Gesellschaft ab und benannte sich in 21st Century Fox um. Nach der Abspaltung wurde die New Newscorp LLC in News Corp. umbenannt und an die New York Stock Exchange gebracht.

## Beteiligungen
Zu den Beteiligungen von News Corp. zählen:

### Buchverlage
- HarperCollins
- ReganBooks
- Zondervan

### Zeitungen

#### Australien
- The Advertiser (South Australia)
- The Australian (landesweite Zeitung)
- The Courier-Mail (Queensland)
- The Daily Telegraph (New South Wales)
- The Herald Sun (Victoria)
- The Mercury (Tasmania)
- Northern Territory News (Northern Territory)

#### Vereinigtes Königreich
- The Sun
- News of the World – Erscheinen eingestellt am 10. Juli 2011
- The Sunday Times
- The Times
- The Times Education Supplement
- The Times Literary Supplement

#### USA
- Wall Street Journal
- New York Post
- New York Magazine
- Village Voice
- Boston Herald
- Chicago Sun-Times

### Magazine
- InsideOut
- SmartSource
- TV Guide (über Teilhaberschaft Gemstar-TV Guide)
- Weekly Standard

### Andere
- Dow Jones & Company

## Position zum Klimawandel
Den zur News Corp. zählenden Medien wird von Wissenschaftlern und Journalisten vorgeworfen, mit ihrer Berichterstattung und insbesondere Meinungsartikeln Falschbehauptungen zum Klimawandel zu verbreiten und die Klimawandelleugnung zu fördern. So nennen die Soziologen Riley E. Dunlap und Aaron McCright die angelsächsischen News-Corp.-Medien als „die vielleicht bekanntesten Beispiele“ für Medien, die die Klimawandelleugnung vorantreiben. Zudem führen sie das zum Unternehmen gehörende Wallstreet Journal als Exempel für den von konservativen Medien ausgeführten „Angriff auf die Klimaforschung“ an und verweisen in diesem Zusammenhang darauf, dass dessen Editorial-Seiten ein reguläres Forum für die Klimawandelleugnung böten. Der Klimaforscher Michael E. Mann wirft der Mediengruppe vor, „seit Jahren die Fehlinformationen der Leugner des Klimawandel“ zu verbreiten und nennt als Beispiel den Hackerzwischenfall am Klimaforschungszentrum der University of East Anglia, wo insbesondere die von Rupert Murdoch kontrollierten Medien als „Megaphon“ für die Verbreitung von Falschbehauptungen aus der Klimaleugnerszene dienten.
Kritisiert wird auch die Rolle der Murdoch-Medien bei der Berichterstattung über die Buschbrände in Australien 2019/2020 , die weltweit große mediale Aufmerksamkeit fanden, von Medien der News Corp. aber heruntergespielt und verharmlost wurde. Kritik gab es unter anderem daran, dass die News-Corp.-Medien die Brände als normale Ereignisse darstellten, obwohl bereits die zu diesem Zeitpunkt vorliegende Zwischenbilanz ein historisches Ausmaß erkennen ließ, und dass die Zeitung The Australian zur Jahreswende 2019/20, als Tausende Australier vor den Flammen an den Strand fliehen mussten, auf der Titelseite über ein Pferderennen berichtete, bei dem eine „nette Picknick-Atmosphäre“ geherrscht habe, während die Feuer erst weiter hinten in der Zeitung behandelt wurden. Andere Medien von News Corp. hätten ähnlich agiert. Zudem bestritten eine ganze Reihe Kommentatoren den wissenschaftlich unstrittigen Zusammenhang, dass der Klimawandel derartige Brände durch höhere Temperaturen und stärkere Trockenheit verstärkt. Darüber hinaus wurde News Corp. vorgeworfen, Desinformation zu den Ursachen der Feuer zu verbreiten, indem sie als Ursache für die Brände vor allem Brandstiftung nannte; eine unzutreffende Behauptung, die parallel auch von einer kombinierten Troll- und Bot-Kampagne auf sozialen Medien verbreitet wurde. Wissenschaftler gehen hingegen davon aus, dass Brandstiftung nur etwa 3–5 % der Brände verursacht habe. Ziel der Schlagrichtung von News Corp. sei es, von konservativen Politikern und vom Klimawandel abzulenken. Ein irreführender und später korrigierter News-Corp.-Bericht, der überhöhte Zahlen von Brandstiftern nannte, wurde u. a. von Donald Trump geteilt und fand so weite Verbreitung. Die Polizei des Bundesstaates Victoria erklärte, es gebe keinerlei Hinweise, dass auch nur eines der vernichtenden Feuer im Bundesstaat durch Brandstiftung ausgelöst worden sei. Im Januar 2020 kritisierte auch James Murdoch, der bis 2018 21st Century Fox geleitet hatte, die Medien seines Vaters für ihre „anhaltende Leugnung“ der Klimakrise.